# Andreas Seiferth
Andreas Seiferth, né le 23 juin 1989 à Berlin, en Allemagne, est un joueur allemand de basket-ball, évoluant au poste de pivot.